# Maria Dobroniega di Kiev
Maria Dobroniega di Kiev, citata anch come Dobronega (dopo il 1012 – 13 dicembre 1087), fu una nobile del Rus' di Kiev che divenne granduchessa di Polonia, come moglie di Casimiro I.

## Biografia
Maria Dobroniega era una dei figli più giovani di Vladimir I, Gran Principe di Kiev.  L'identità di sua madre è controversa tra storici, dato che Vladimir I si era sposato sette volte e aveva avuto molti figli, legittimi e illegittimi.
Maria sposò intorno al 1040 Casimiro I, duca di Polonia. Questo matrimonio aiutò Casimiro a ottenere sostegno nella sua rivendicazione sul trono polacco. Casimiro aveva tentato di impadronirsi del trono due volte prima, entrambe le volte fallendo. Con il sostegno del fratello di Maria, Jaroslav I di Kiev, Casimiro riuscì ad avere successo.
La coppia ebbe cinque figli:
- Boleslao II l'Ardito (n. 1043 ca. – m. 2/3 aprile 1081/82).
- Ladislao Ermanno (n. 1044 ca. – morto 4 giugno 1102)
- Mieszko (n. il 16 aprile 1045 - m. il 28 gennaio 1065).
- Ottone (n. 1046 ca. – m. 1048).
- Świętosława (nata nel 1048 ca. - morta il 1 settembre 1126), sposata nel 1062 circa al duca (e dal 1085 re) Vratislao II di Boemia.

Il marito di Maria morì il 28 novembre 1058. Suo figlio sedicenne, Boleslao, più tardi (1076) divenne re di Polonia. Boleslao II è considerato uno dei sovrani Piast più capaci. Tuttavia, fu deposto ed espulso dal paese nel 1079.
Maria sopravvisse al figlio maggiore di cinque o sei anni, morendo nel 1087.

## Ascendenza
|                          |   |                | Genitori |  |  | Nonni |  |  | Bisnonni           |  |  | Trisnonni |  |
|                          |   |                |          |  |  |       |  |  | Igor' I Rjurikovič |  |  | Rjurik    |  |
|                          |   |                |          |  |  |       |  |  | Igor' I Rjurikovič |  |  | Rjurik    |  |
|                          |   | Efanda         |          |  |  |       |  |  | Igor' I Rjurikovič |  |  |           |  |
| Svjatoslav I Igorevič    |   |                |          |  |  |       |  |  | Igor' I Rjurikovič |  |  |           |  |
|                          |   | Olga di Kiev   | …        |  |  |       |  |  |                    |  |  |           |  |
|                          |   | Olga di Kiev   | …        |  |  |       |  |  |                    |  |  |           |  |
|                          |   | Olga di Kiev   | …        |  |  |       |  |  |                    |  |  |           |  |
| Vladimir I Svjatoslavič  |   | Olga di Kiev   |          |  |  |       |  |  |                    |  |  |           |  |
|                          |   | Malk Ljubčanin | Niskinja |  |  |       |  |  |                    |  |  |           |  |
|                          |   | Malk Ljubčanin | Niskinja |  |  |       |  |  |                    |  |  |           |  |
|                          |   | Malk Ljubčanin | …        |  |  |       |  |  |                    |  |  |           |  |
| Maluša                   |   | Malk Ljubčanin |          |  |  |       |  |  |                    |  |  |           |  |
|                          |   | …              | …        |  |  |       |  |  |                    |  |  |           |  |
|                          |   | …              | …        |  |  |       |  |  |                    |  |  |           |  |
|                          |   | …              | …        |  |  |       |  |  |                    |  |  |           |  |
| Maria Dobroniega di Kiev |   | …              |          |  |  |       |  |  |                    |  |  |           |  |
|                          | … | …              |          |  |  |       |  |  |                    |  |  |           |  |
|                          | … | …              |          |  |  |       |  |  |                    |  |  |           |  |
|                          | … | …              |          |  |  |       |  |  |                    |  |  |           |  |
| …                        | … |                |          |  |  |       |  |  |                    |  |  |           |  |
|                          |   | …              | …        |  |  |       |  |  |                    |  |  |           |  |
|                          |   | …              | …        |  |  |       |  |  |                    |  |  |           |  |
|                          |   | …              | …        |  |  |       |  |  |                    |  |  |           |  |
| …                        |   | …              |          |  |  |       |  |  |                    |  |  |           |  |
|                          |   | …              | …        |  |  |       |  |  |                    |  |  |           |  |
|                          |   | …              | …        |  |  |       |  |  |                    |  |  |           |  |
|                          |   | …              | …        |  |  |       |  |  |                    |  |  |           |  |
| …                        |   | …              |          |  |  |       |  |  |                    |  |  |           |  |
|                          |   | …              | …        |  |  |       |  |  |                    |  |  |           |  |
|                          |   | …              | …        |  |  |       |  |  |                    |  |  |           |  |
|                          |   | …              | …        |  |  |       |  |  |                    |  |  |           |  |
|                          |   | …              |          |  |  |       |  |  |                    |  |  |           |  |